# Diocesi di Ecatepec
La diocesi di Ecatepec (in latino Dioecesis Ecatepecensis) è una sede della Chiesa cattolica in Messico suffraganea dell'arcidiocesi di Tlalnepantla. Nel 2021 contava 1.492.000 battezzati su 1.726.260 abitanti. La sede è vacante.

## Territorio
La diocesi comprende il comune di Ecatepec e la parte orientale del comune di Tlalnepantla, nello stato di Messico.
Sede vescovile è la città di Ecatepec, dove si trova la cattedrale del Sacro Cuore di Gesù.
Il territorio è suddiviso in 100 parrocchie. La diocesi comprende una zona densamente popolata alla periferia di Città del Messico, con una popolazione generalmente povera e con sacche di povertà estrema.

## Storia
La diocesi è stata eretta il 28 giugno 1995 con la bolla Ad curam pastoralem di papa Giovanni Paolo II, ricavandone il territorio dalla diocesi di Texcoco e dall'arcidiocesi di Tlalnepantla.

## Cronotassi dei vescovi
Si omettono i periodi di sede vacante non superiori ai 2 anni o non storicamente accertati.
- Onésimo Cepeda Silva † (28 giugno 1995 - 7 maggio 2012 ritirato)
- Óscar Roberto Domínguez Couttolenc, M.G. (17 luglio 2012 - 3 luglio 2024 nominato arcivescovo di Tulancingo)

## Statistiche
La diocesi nel 2021 su una popolazione di 1.726.260 persone contava 1.492.000 battezzati, corrispondenti all'86,4% del totale.
| anno | popolazione | popolazione | popolazione | presbiteri | presbiteri | presbiteri | presbiteri                | diaconi | religiosi | religiosi | parrocchie |
| anno | battezzati  | totale      | %           | numero     | secolari   | regolari   | battezzati per presbitero | diaconi | uomini    | donne     | parrocchie |
| ---- | ----------- | ----------- | ----------- | ---------- | ---------- | ---------- | ------------------------- | ------- | --------- | --------- | ---------- |
| 1997 | 3.235.000   | 3.860.000   | 83,8        | 103        | 91         | 12         | 31.407                    | 20      | 31        | 126       | 79         |
| 1999 | 3.500.000   | 4.126.033   | 84,8        | 106        | 96         | 10         | 33.018                    | 19      | 18        | 136       | 82         |
| 2004 | 3.400.000   | 4.300.000   | 79,1        | 125        | 108        | 17         | 27.200                    | 4       | 21        | 12        | 89         |
| 2006 | 3.400.000   | 4.300.000   | 79,1        | 129        | 112        | 17         | 26.356                    | 4       | 21        | 12        | 89         |
| 2013 | 1.488.000   | 1.774.000   | 83,9        | 173        | 160        | 13         | 8.601                     | 23      | 31        | 72        | 97         |
| 2016 | 1.408.861   | 1.633.631   | 86,2        | 147        | 134        | 13         | 9.584                     | 10      | 13        | 125       | 97         |
| 2019 | 1.455.300   | 1.688.900   | 86,2        | 140        | 125        | 15         | 10.395                    | 9       | 18        | 111       | 100        |
| 2021 | 1.492.000   | 1.726.260   | 86,4        | 152        | 142        | 10         | 9.815                     | 7       | 14        | 108       | 100        |